# Storflotjärnen (Ströms socken, Jämtland)
Storflotjärnen är en sjö i Strömsunds kommun i Jämtland och ingår i Ångermanälvens huvudavrinningsområde.